# Igrejas Reformadas na Holanda (2009)
As Igrejas Reformadas na Holanda (IRH) - em Holandês: Gereformeerde Kerken Nederland - formaram uma denominação reformada continental conservadora na Holanda, desde 2009, quando igrejas que deixaram a Igrejas Reformadas na Holanda (Restauradas) e as Igrejas Reformadas Libertadas se uniram para formar uma nova denominação.
Em 5 de outubro de 2024, o Sínodo da denominação votou pela reunificação com as Igrejas Reformadas na Holanda (Restauradas), dando origem a uma nova denominação chamada Igrejas Reformadas (em neerlandês Gereformeerde Kerken).

## História
Em 2002, o Sínodo das Igrejas Reformadas Libertadas decidiu que a guarda do domingo não era uma doutrina extraída diretamente da Bíblia, mas vinha de uma tradição da igreja. Por isso, foram impostas restrições a disciplina eclesiástica em relação a este mandamento. Além disso, o sínodo passou a permitir o uso de um novo hinário, estabeleceu relações eclesiásticas com outras denominações que permitem a crítica textual da Bíblia e mudou a sua fórmula de casamento.
Consequentemente, em 2003, um grupo de igrejas insatisfeitas se separou e formou as Igrejas Reformadas na Holanda (Restauradas) (IRHR), em um evento que ficou conhecido como "nova libertação" (em referência ao evento conhecido como "libertação" que deu origem as Igrejas Reformadas Libertadas). O primeiro sínodo da IRHR foi realizado em 2005.
Em 2009, parte das igrejas da IRHR se separam e, juntamente com outras igrejas que saíram das Igrejas Reformadas Libertadas, formaram a Igrejas Reformadas na Holanda (IRH).
A denominação cresceu e se espalhou pelo país. Em 2022 tinha um total de 16 igrejas e congregações.
Desde 2021, a denominação iniciou negociações sobre a sua reunificação com as Igrejas Reformadas na Holanda (Restauradas), uma das denominações da qual se originou.  Além disso, a denominação realiza conferências conjuntas com a Igreja Reformada Restaurada
Em 2024, os sínodos das Igrejas Reformadas na Holanda (Restauradas) (IRHR) e as Igrejas Reformadas na Holanda (2009) (IRH) decidiram pela reunificação. Foi agendado um sínodo extraordinário conjunto para 5 de outubro de 2024..
Na referida data, um sínodo unificado foi formado e formalmente constituída a nova denominação. O nome escolhido foi Igrejas Reformadas (em neerlandês Gereformeerde Kerken).

## Doutrina
A denominação subscrevia o Credo dos Apóstolos, Credo de Atanásio, Credo Niceno, Confissão Belga, o Catecismo de Heidelberg e os Cânones de Dort.
Além disso, foi conhecida por proibir o voto de mulheres nas decisões da igreja.

## Relações inter-eclesiásticas
Em 2022, a denominação foi admita como membro da Conferência Internacional das Igrejas Reformadas.